# Грюндгенс, Густаф
Густаф Грюндгенс (нем. Gustaf Gründgens, полное имя Густав Генрих Арнольд Грюндгенс, 22 декабря 1899, Дюссельдорф — 7 октября 1963, Манила) — немецкий актёр, режиссёр театра и кино.

## Биография
Родился в семье коммерческого служащего. Посещал гимназию в Дюссельдорфе, католический интернат в Майене. В 1917 году начал трёхмесячное обучение на продавца, но был призван на военную службу в пехоту; в результате ранения, не связанного с военными действиями, попал в госпиталь.
В 1918 году дебютировал в качестве актёра солдатского театра в Саарбрюккене, получил должность начальника театральной канцелярии солдатского театра в Тале (Гарц). В 1919 году поступил в Высшую школу сценического искусства при Дюссельдорфском театре; здесь сыграл свои первые роли,  выступал и на других площадках города. В 1920—1923 годах работал в театрах в Хальберштадте, Киле, Берлине, Гамбурге. В 1924 году состоялся его режиссёрский дебют. 24 июня 1926 года женился на Эрике Манн, дочери Томаса Манна, брак с которой был расторгнут 9 января 1929 года.
В 1927 году принят в труппу Немецкого театра в Берлине. В 1929 году получил первое предложение режиссёрской работы в опере. В 1932 году поступил в Прусский государственный театр, где его первой ролью стал Мефистофель в «Фаусте» Гёте. Активно снимался в раннем звуковом кино, в частности в фильме «М» Фрица Ланга, а также в совместном франко-германском фильме «Туннель» вместе с Жаном Габеном. 
В 1934 году назначен интендантом Прусского государственного театра и получил звание государственного актёра. В конце декабря 1934 года обратился к своему непосредственному начальнику Герману Герингу с прошением об отставке, сославшись на свою гомосексуальность. Однако Геринг не принял его отставку. В 1936 году Грюндгенс стал прусским государственным советником; в том же году женился для проформы на актрисе Марианне Хоппе. С 1937 по 1945 год занимал должность генерального интенданта Прусского государственного театра.
Используя своё высокое положение, оказывал помощь многим противникам режима; в частности, спас от смертной казни актёра и певца, антифашиста Эрнста Буша, который обвинялся в государственной измене. Нанятый им за собственный счёт адвокат сумел доказать, что Буш, лишённый в 1937 году германского гражданства, в государственной измене обвиняться не может.
В 1938 и 1941 годах осуществил оперные постановки в Берлине и Вене. В 1942 году выступал перед войсками вермахта в Норвегии. В 1943 году записался добровольцем в армию и был зачислен ефрейтором в резервный взвод дивизии «Герман Геринг», которая некоторое время была расквартирована в Нидерландах. Весной 1944 года Герман Геринг отозвал его в Берлин и включил в специальный список, освобождающий от военной службы. Конец войны застал его в Берлине.
Антибританский фильм «Дядюшка Крюгер» (1940) с участием Грюндгенса демонстрировался в 1948 году в Советском Союзе под названием «Трансвааль в огне».

### В послевоенные годы
В 1945 году Грюндгенс был арестован советскими органами госбезопасности и девять месяцев провёл в тюрьме. Однако спасённый им от смертной казни Эрнст Буш отплатил добром за добро и добился его освобождения, поскольку был «твёрдо уверен в том, что этот человек — не нацист». В 1946 году Грюндгенс смог вернуться в Немецкий театр в Берлине, и его первой ролью стал Воробьев в пьесе Л. Рахманова «Беспокойная старость». Выступал также в кабаре.
В 1947—1951 годах был генеральным интендантом театра в Дюссельдорфе, с 1948 по 1952 год — президентом Союза театральных деятелей Германии, с 1951 по 1955 год — управляющим Новым театром в Дюссельдорфе, с 1955 года — генеральным интендантом и художественным руководителем Немецкого театра в Гамбурге, осуществил ряд оперных постановок в Кёльне и Милане. В 1959 году выступал с гастролями в Москве и Ленинграде, а в 1961 году — в Нью-Йорке.
В 1960 году на основе поставленного в Гамбурге спектакля «Фауст», в котором он исполнил роль Мефистофеля, снял одноименный кинофильм. Летом 1963 года отправился в кругосветное путешествие. В ночь с 6 на 7 октября 1963 года умер в Маниле от желудочного кровотечения, вызванного передозировкой снотворного. Было ли это самоубийством или несчастным случаем, осталось неизвестным. Грюндгенс был похоронен на Ольсдорфском кладбище в Гамбурге.

### Грюндгенс и роман «Мефистофель»
Густаф Грюндгенс стал прототипом Хендрика Хёфгена, главного героя романа «Мефистофель» Клауса Манна (1936). В 1966 году на основании жалобы приёмного сына Грюндгенса Петера Горски суд постановил запретить тиражирование, распространение и публикацию романа, так как он оскорблял честь и достоинство Грюндгенса, который легко узнавался в главном герое.
В 1981 году Иштван Сабо экранизировал роман Клауса Манна, который после этого был опубликован большим тиражом.

## Фильмография

### Режиссёр
- 1932 Город стоит на голове / Eine Stadt steht kopf
- 1934 Финансы великого герцога / Die Finanzen des Großherzogs
- 1937 Каприолы / Kapriolen
- 1938 Шаг с пути / Der Schritt vom Wege
- 1939 Два мира / Zwei Welten
- 1940 Фридеман Бах / Friedemann Bach (художественный руководитель)
- 1960 Фауст (художественный руководитель)

### Актёр
- 1929 Я больше не верю в женщину / Ich glaub' nie mehr an eine Frau
- 1930 Ва-банк / Va Banque
- 1930 Фокус-покус / Hokuspokus
- 1930 Дантон / Danton
- 1930 Пожар в опере / Brand in der Oper
- 1931 Йорк / Yorck
- 1931 М — город ищет убийцу / M — Eine Stadt sucht einen Mörder
- 1931 Луиза, королева Пруссии / Luise, Königin von Preußen
- 1932 Графиня Монте-Кристо / Die Gräfin von Monte Christo
- 1931 Похищение Моны Лизы / Der Raub der Mona Lisa
- 1932 Участник не отвечает / Teilnehmer antwortet nicht
- 1932 Флирт / Liebelei
- 1933 Туннель / Der Tunnel
- 1933 Прекрасные дни в Аранхуэсе / Die schönen Tage von Aranjuez
- 1934 Так закончилась любовь / So endete eine Liebe
- 1934 Черный егерь Йоханна / Schwarzer Jäger Johanna
- 1934 Наследство в Претории / Das Erbe in Pretoria
- 1935 Пигмалион / Pygmalion
- 1935 Девушка Йоханна / Das Mädchen Johanna
- 1936 Женщина без значения / Eine Frau ohne Bedeutung
- 1938 Пляска на вулкане / Tanz auf dem Vulkan
- 1941 Фридеман Бах / Friedemann Bach
- 1941 Дядюшка Крюгер / Ohm Krüger
- 1960 Стакан воды / Das Glas Wasser
- 1960 Фауст